# Walter Doniger
Walter A. Doniger (né le 1er juillet 1917 à New York - mort le 24 novembre 2011 à Los Angeles) est un réalisateur américain,.

## Biographie
Diplômé de la Harvard Business School, il commence sa carrière au début des années 1940 comme scénariste pour Universal Studios. Lors de la Seconde Guerre mondiale, il travaille sur des films d'entraînement de l'United States Army. Ses connaissances en matière militaire influenceront certaines de ses œuvres subséquentes.
Après la guerre, Doniger travaille comme scénariste, réalisateur et producteur. Il écrit certains scripts de la série Your Show Time (en) (1949). Il se spécialise dans des films d'action, traitant du milieu carcéral (Duffy of San Quentin (en), 1954 et The Steel Cage (en), 1954) et de la guerre (Cessez le feu ! (en), 1953).
Il a également réalisé des films de sport, dont Safe at Home! (en) (1962), ainsi que le téléfilm Mad Bull (1977).
En 1957, Doniger fonde la compagnie de production Bettina Productions Ltd.. À l'époque, il travaille principalement à la réalisation d'émissions de télévision, surtout sur des séries western telles Cheyenne (1956–57); Tombstone Territory (en) (1957–58), Maverick, (1957) et Bat Masterson (1958–60). Il réalise également certains épisodes de, notamment, Captain David Grief (en), Highway Patrol, Men Into Space, Dick Powell Theatre, Mr. Novak (en), Bracken's World (en), Rod Serling's Night Gallery et Owen Marshall: Counselor at Law (en).
Au cours des années 1960, Doniger réalise 64 épisodes du soap opera Peyton Place. Après avoir quitté Peyton Place, Doniger retourne à Universal et aux films d'action. Il réalise plusieurs épisodes de Un shérif à New York.

## Héritage
En 2010, Doniger lègue une partie de son matériel télévisuel à la Cinematic Arts Library de l'université du Sud de la Californie.